# Unser Pommerland

Pommern 1913

Unser Pommerland – nieistniejący niemiecki ilustrowany miesięcznik społeczno-kulturalny wydawany w latach 1912—1937 początkowo w Stargardzie a następnie w Szczecinie (od 1921), a po II wojnie światowej w latach 1982—1985 jako dodatek do gazety Die Pommersche Zeitung. Pismo uważane jest za najważniejsze na Pomorzu Zachodnim wydawnictwo prezentujące historię kultury. 

## Historia
Ideą pisma było promowanie kultury Pomorza Zachodniego tak poszczególnych osób jak i miast i całych powiatów np. Labes, Regenwalde, Plathe i Landkreis Regenwalde prezentowali starosta Herbert Rudolf von Bismarck, burmistrz Łobza Willi Kieckbusch, Ernst Zernickow, Elisabeth von Oertzen, Rudolf Loerbroks, graf dr Henning von  Borcke, Walter Dablowski, Wilhelm Geißler, Hermann Radcke, Ernst Reinfeldt, Heinrich Bosse, graf Karl von Bismarck-Osten i inni. W skład redakcji wchodzili Martin Wehrmann, Martin Reepel i Herbert Spruth. Pismo początkowo wydawane było przez Heimatverein Pommerland z siedzibą w Stargardzie, a od roku 1921 przez wydawnictwo Fischer & Schmidt w Szczecinie. Gleichschaltung prasy po 1933 zawęził publikację pisma i pojawiało się ono tylko co dwa miesiące, i było stopniowo wypierane przez faworyzowane przez NSDAP pismo Bollwerk. W 1937 publikacja Unser Pommerland została wstrzymana. Po II wojnie światowej w latach 1982—1985 pismo wznowił Manfred Vollack (ur. 1940 w Szczecinie, studiował geografię i historię, od 1980 do śmierci w 1999 był przewodniczącym wojewódzkiego pomorskiego Landsmannschaft Schleswig - Holstein).